# Luther: A lemenő nap
A Luther: A lemenő nap (eredeti cím: Luther: The Fallen Sun) 2023-ban bemutatott amerikai–brit bűnügyi film, amelyet Jamie Payne rendezett, a Luther című sorozat folytatása. A főbb szerepekben Idris Elba, Cynthia Erivo, Dermot Crowley, Andy Serkis és Thomas Coombes látható.
Amerikában és az Egyesült Királyságban 2023. február 24-én a mozikban, Magyarországon 2023. március 10-én a Netflix mutatták be.

## Cselekmény
David Robey, a gazdag kereskedő és sorozatgyilkos megzsarolja és elrabolja Callum Aldrich takarítót. John Luther főfelügyelőt bízzák meg az üggyel, és megígéri Callum édesanyjának, Corinne-nak, hogy megtalálja a fiát. Mivel Robey aggódik az érintettsége miatt, Luther különböző illegális cselekedeteiről ássa ki a szennyest, amelyeket rendőrként követett el, aminek következtében kirúgják, vádat emelnek ellene és börtönbe zárják.
Évekkel később Robey egy házba csalogatja Corrine-t és a többi áldozat szüleit, ahol elégeti gyermekeik holttestét. Corrine meglátogatja Luthert a börtönben, és elmarasztalja, amiért nem találta meg a fia gyilkosát. Robey egy rádiófrekvencián keresztül elküldi a börtönben lévő Luthernek a Callum meggyilkolásáról készült felvételt. Luther tájékoztatja Odette Raine főfelügyelőt, a Súlyos és Sorozatos Bűnügyek új vezetőjét az adásról. Kapcsolatba lép a börtönőrökkel és egykori társával, McCabe-bel, hogy kiszabadítsa a férfit. Raine konzultánsként bevonja a nyugalmazott DSU-s Martin Schenket. Luther a Piccadilly Circusig követi Robey nyomát, ahol Raine beveti a fegyveres rendőrségi SCO19-et. Ott szembeszállnak vele, de néhány ember, akit megzsarolt, azzal tereli el a figyelmet, hogy nyilvánosan öngyilkos lesz. Robey a londoni metróba menekül, miután megküzd Lutherrel és megöl egy fegyveres rendőrt.
Robey elrabolja Raine lányát, Anya-t. Megzsarolja Raine-t, hogy Anya életéért cserébe hozza el neki Luthert. Raine találkozik Lutherrel, fegyvert fog rá, és arra kényszeríti, hogy bemásszon egy autó csomagtartójába. A lány meggondolja magát, és vonakodva beleegyezik, hogy együtt dolgozzon vele. Meglátogatják Robey volt feleségét, Georgette-et, és rájönnek, hogy a férfinak külföldön van birtoka. Archie Woodward őrmestert, Raine beosztottját Robey megzsarolja, hogy megölje Georgette-t, de Schenk elfogja. Archie öngyilkosságot követ el. Luther és Raine elutaznak Robey Norvégiában lévő kúriájához, ahol felfedezik, hogy az elrabolt áldozatokat halálra kínozza a "Vörös Bunker" nevű élő közvetítésen. Kettejüket legyőzik, és Robey arra próbálja kényszeríteni őket, hogy bántsák egymást, hogy megmentsék Anya-t. Luther elárulja, hogy Georgette elmondta a rendőrségnek a helyszínt, és már úton vannak. Brutális küzdelem után hárman el tudnak menekülni a bunkerből, és Luther egy befagyott tóba üldözi Robey-t, ahol megfullad. Luthert a rendőrségi búvárok és Schenk mentik ki. Londonban felépül sérüléseiből, és felkeresi őt az MI5 egyik magas rangú tisztviselője, aki, mint sejteni lehet, munkát ajánl neki a börtönbe való visszatérés helyett.

## Szereplők
| Szerep          | Színész         | Magyar hang      | Leírás |
| --------------- | --------------- | ---------------- | --- |
| John Luther     | Idris Elba      | Kálid Artúr      | Zseniális, de kegyvesztett volt főfelügyelő, aki megszökik a börtönből, hogy üldözőbe vegye Robey-t.                                      |
| Odette Raine    | Cynthia Erivo   | Nádasi Veronika  | A Súlyos és Sorozatos Bűnügyek Osztályának jelenlegi vezetője, aki Lutherre és Robeyra vadászik.                                          |
| Martin Schenk   | Dermot Crowley  | Barbinek Péter   | Az SSCU korábbi vezetője és Luther korábbi főnöke.                                                                                        |
| David Robey     | Andy Serkis     | Gyabronka József | Gazdag és pszichopata milliomosból lett sorozatgyilkos, aki a megfigyelési technológiát használja a civilek manipulálására és megölésére. |
| Archie Woodward | Thomas Coombes  | Hamvas Dániel    | Raine beosztottja az SSCU-nál.. |
| Corinne Aldrich | Hattie Morahan  | Kiss Eszter      | Robey áldozatának Callum Aldrich anyja.                                                                                                   |
| Anya Raine      | Lauryn Ajufo    | Mayer Szonja     | Odette tinédzser lánya. |
| Dennis McCabe   | Vincent Regan   | Németh Gábor     | Luther bűnöző társa, aki segít neki megszökni.                                                                                            |
| Brian Lee       | Henry Hereford  |                  | Robey egyik zsarolt áldozata. |
| Arkady Kachimov | Einar Kuusk     |                  | Robey jobbkeze. |
| Georgette       | Tara Fitzgerald |                  | Robey volt felesége és áldozata. |

### Magyar változat
- Magyar szöveg: Dame Nikolett
- Hangmérnök: Halas Péter
- Vágó: Wünsch Attila
- Gyártásvezető: Vigvári Ágnes
- Szinkronrendező: Szalay Csongor
- Produkciós vezető: Fekete Márk

A szinkront a Direct Dub Studios készítette el.

## A film készítése
A BBC-sorozat filmadaptációjának koncepciója 2013 augusztusában merült fel, amikor a sorozat alkotója, Neil Cross felfedte, hogy írt egy forgatókönyvet a sorozat előzményére.
2020 júliusában Idris Elba kijelentette, hogy nincsenek "hivatalos tervek" a sorozat újabb évadára, de kifejezte vágyát, hogy visszatérjen a szerepbe egy filmben, és hogy ez közel áll a megvalósuláshoz. 2021 szeptemberében megerősítették, hogy a filmet a Netflixen fogják bemutatni.
Elba 2021. november 10-én jelentette be, hogy a forgatás megkezdődött. A forgatás Londonban és a brüsszeli Lite Studiosban zajlott.